# Xestonotus
Xestonotus lugubris es una  especie de coleóptero adéfago de la familia Carabidae y el único miembro del género monotípico Xestonotus. Es originaria de Canadá y Estados Unidos.